# Better Motörhead than Dead – Live at Hammersmith
Albums de Motörhead
Kiss of Death
(2006) Motörizer
(2008)
Better Motörhead Than Dead – Live At Hammersmith est le cinquième album live de Motörhead. Publié le 16 juillet 2007, il a été enregistré le 16 juin 2005 lors du concert célébrant les trente ans du groupe au célèbre Hammersmith Apollo de Londres.

## Titres

### Disque 1
1. Dr. Rock
2. Stay Clean
3. Shoot You In The Back
4. Love Me Like A Reptile
5. Killers
6. Metropolis
7. Love For Sale
8. Over The Top
9. No Class
10. I Got Mine
11. In The Name Of Tragedy
12. Dancing On Your Grave

### Disque 2
1. R.A.M.O.N.E.S.
2. Sacrifice
3. Just 'Cos You Got The Power
4. (We Are) The Road Crew
5. Going To Brazil
6. Killed By Death
7. Iron Fist
8. Whorehouse Blues
9. Bomber
10. Ace Of Spades
11. Overkill